# Sulcoretepora sulcata
Sulcoretepora sulcata is een mosdiertjessoort uit de familie van de Cystodictyonidae. De wetenschappelijke naam van de soort is voor het eerst geldig gepubliceerd in 1866 door Winchell.